# Letecký útok na Plzeň 22. února 1944
Letecký útok na Plzeň 22. února 1944 byla operace amerických vzdušných sil (USAAF) v zimě 1944, v průběhu druhé světové války. Při neplánovaném denním náletu bombardérů USAAF na západočeské město Plzeň měly být především poškozeny Škodovy závody. Šlo o první americký pokus o bombardování významné zbrojovky, poškozena byla především zkušební střelnice Škodovky v Bolevci.

## Pozadí
Plzeňské Škodovy závody, od začátku okupace součást koncernu strojíren Reichswerke Hermann Göring,:23 byly pro nacistické Německo velmi důležité, neboť byly jednou z největších zbrojních továren v Evropě. Plzeňská Škodovka se jako velká strojírna, významný výrobce zbraní a lokomotiv stala cílem spojeneckých vzdušných útoků. Podle spojeneckých představ mělo zničení Škodových závodů omezit německé možnosti pokračovat ve válce, tedy ji zkrátit a ušetřit mnoho lidských životů.

## Předchozí útoky
Britské Královské letectvo (RAF) se snažilo na Škodovy závody zaútočit od roku 1940. Poloha továrny v týlu nepřítele a tedy na hranici doletu bombardovacích letadel značně omezovala možnosti útoků. Úspěch nočních náletů komplikovala i náročná navigace, přelet rozsáhlého nepřátelského území, neznalost terénu české krajiny a německá protivzdušná obrana. Poslední nálet na Plzeň provedlo Královské letectvo v noci ze 13. na 14. května 1943. Oproti předchozímu, dubnovému náletu se posádky dostaly nad Škodovy závody a poškodily je, ale značná část leteckých pum dopadla na blízkou ves Radčice a její okolí. Po zbytek roku 1943 panoval nad Plzní klid.

## Vývoj před útokem
Díky posunům fronty blíž k německým hranicím se spojeneckému letectvu zkrátila hranice nutného doletu, což jim umožňovalo podnikat rozsáhlejší bojové akce. Kvůli neschopnosti německého letectva se efektivně ubránit stále četnějším spojeneckým náletům muselo svou efektivitu zvýšit německé protiletadlové dělostřelectvo. Tyto jednotky byly většinou kvůli nedostatku dospělých bojeschopných mužů zřizované z chlapců z Hitlerjugend nebo dívek ze Svazu německých dívek (Bund Deutscher Mädel). V Plzni i kolem ní rostl počet světlometů a protiletadlových děl.
Od náletu v květnu 1943 panoval nad Plzní klid, neb dlouho nepřicházel další přímý útok. Vzrůstala však přítomnost spojeneckých letadel nad Německem, která v Plzni vyvolávala letecké poplachy, protože nebylo zřejmé, kde spojenci nakonec udeří. Obyvatelé mířící stále častěji do krytů byli nervózní z očekávání náletu, který jednou přijít musel.

## Útočníci
15. letecká armáda (Fifteenth Air Force) vznikla 1. listopadu 1943, aby ze základen v jižní Itálii prováděla strategické bombardování v Evropě a zapojovala se do leteckých bojů proti nepřátelským letadlům. 98. bombardovací skupina, která k ní byla při vzniku zařazena, byla vybavena čtyřmotorovými bombardéry Consolidated B-24 Liberator pro těžké bombardování na dálkových misích.

## Letecký útok
První bombardovací akce na Plzeň roku 1944 vypukla po předešlé delší odmlce 22. února. V ten den byl součástí operace Argument nálet na výrobní areály letecké továrny Messerschmitt GmbH v Bavorsku, konkrétně v Obertraublingu a Prufeningu poblíž Řezna a další u Mnichova. Ze základen v jižní Itálii odstartovalo 118 bombardérů B-24 Liberator a 65 bombardérů B-17 Flying Fortress, doprovod bombardovacímu svazu dělalo 185 stíhaček P-38 Lightning a P-47 Thunderbolt. Postupně se některá letadla letky vracela neplánovaně zpět na základnu. Stíhací letouny doprovázely svaz nad částí Bavorska, dál však pro nedostatečný dolet pokračovat nemohly a vrátily se zpět na základny. V 11.55 se spojenecké bombardéry objevily u Salcburku a nabíraly severozápadní a následně severní kurs, v němž pokračovaly k německému Pasovu.
Po odhození části bomb na cíle či kvůli špatné až nulové viditelnosti u německého Řezna se část bombardérů 98. bombardovací skupiny vydala k sekundárním cílům mise. Podle Karla Fouda si ale posádky nebyly vědomé svého odchýlení od stanoveného kurzu a v čase plánovaného dosažení Řezna již byly nad Plzní. Skupina bombardérů směřovala na sever a severovýchod přes Schwandorf a okolí Horšovského Týna, aby obloukem ze severu míjela Plzeň. Nad Plzeň dolétlo celkem 36 spojeneckých bombardérů a to ve dvou vlnách, v časech 12.43 a 12.58.
Varovný signál se v Plzni ozval ve 12.17, ve 12.28 byl vydán rozkaz k vyhlášení vzdušného poplachu. Ve 12.45 byla nad Plzní vidět letka první vlny tvořená přibližně 17 až 20 letadly, která město přelétávala ze severu na jih. Při přeletu byla nad Škodovkou v Bolevci pozorována oblaka dýmu. Na zkušební střelnici dopadlo celkem devět trhavých pum, dvě z nich neexplodovaly, šest na plochu střelnice, tři do těsné blízkosti. Ve 12.50 pozorovatelé spatřili novou vlnu letounů přilétajících do města od východu, tedy od Prahy. Tyto letouny začaly kroužit nad Pražským předměstím. Těsně před 13. hodinou se objevilo 14 či 16 čtyřmotorových letadel nad Bolevcem Ve stejné době Němci sestřelili neznámé letadlo „kdesi u Přeštic“. Ve 13.00 byla u Rokycan zaslechnuta exploze ze směru od Klatov a ve směru na Prahu zahlédnuto asi 10 letadel majících jižní kurs. V širokém okolí města dopadaly bomby, např. ve 13.15 bylo shozeno osm bomb v oblasti Kyšic a výpadovky na Prahu, přičemž bylo zasaženo a poškozeno vedení vysokého napětí. Ve 13.25 byl ohlášen konec náletu na Plzeň, avšak stále byla pozorována aktivita spojenců ve vzduchu v oblasti Lipska, Erfurtu a Desavy.
Podle průběhu a rozsahu bombardování lze soudit, že shoz bomb na Plzeň byl pouze náhodný, jelikož některým letounům jen zbyly výbušniny v pumovnicích, kterých se chtěly zbavit. V Plzni byla tato operace premiérou denních náletů i první akcí vzdušných sil USA.

## Letecký souboj
Americké bombardéry vzbudily pozornost německého letectva. Spojenecké letouny blížící se od jihu byly německými hlídkami poprvé zpozorovány v 11.32. Luftwaffe, německé válečné letectvo, nenechalo jejich let bez povšimnutí. Ze základny Wels u Lince vyslalo těžké dvoumotorové stíhací letouny Messerschmitt Bf 110G-2 z II. gruppe eskadry ZG1. Rozproudila se prudká letecká bitva mezi americkými bombardéry a německými stíhačkami, která skončila sedmi sestřelenými letadly. Při vzdušném souboji byly sestřeleny tři liberátory, které dopadly u Horšovského Týna, Nepomuku a Prachatic, a čtyři útočící Messerschmitty. Zahynulo 20 Američanů a jeden Němec. Liberátory byla první letadla americké armády sestřelená na území předmnichovského Československa, stejně tak členové jejich posádek byly prvními americkými vojáky padlými v Protektorátu.

### Sestřelený B-24H 42-64483

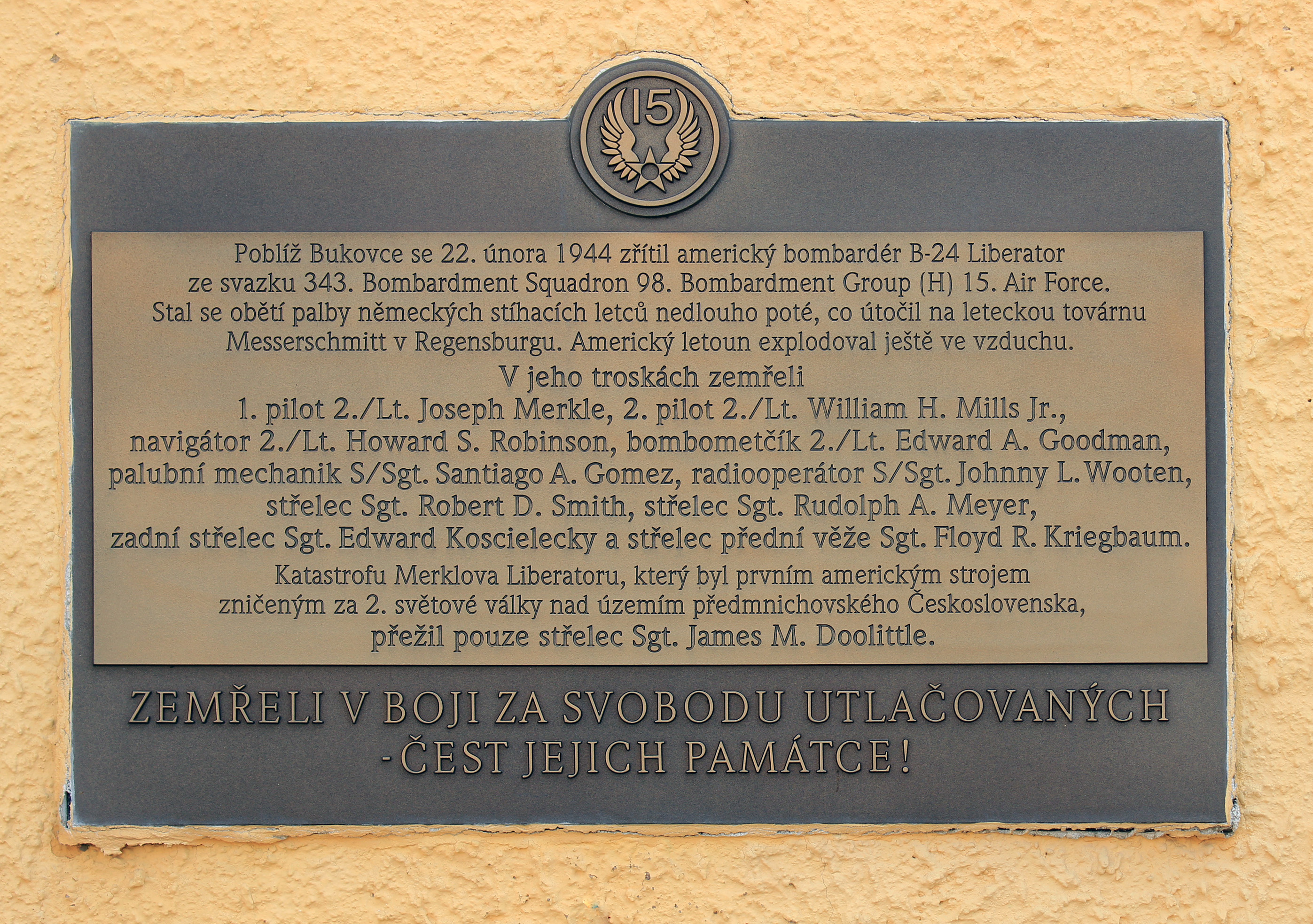
Pamětní deska v Bukovci

Liberátor s označením 42-64483 kapitána Lt. Merkla z americké 343. bombardovací perutě 98. bombardovací skupiny byl zasažen střelbou z Bf 110G-2 poddůstojníka Petera Schötzeho a ve vzduchu nedaleko Horšovského Týna explodoval. Trosky letounu dopadly na louky v údolí potoka Chuchla severozápadně od Bukovce a na pole severovýchodně od Šlovice. Po pádu bylo nalezeno devět mrtvých členů posádky, desátý letec byl nalezen ve větvích stromu po dvou týdnech. Posádka byla pohřbena na hřbitově v Bukovci. Zřícení letadla přežil jen střelec seržant James M. Doolittle, který s padákem skončil ve větvích stromu. Místní jej našli zraněného, dopravili jej do vesnice, kde jej převzalo německé vojsko. Do konce války byl seržant válečným zajatcem. Po několika měsících Němci informovali o sestřelu Mezinárodní červený kříž. Po skončení války byly ostatky vojáků exhumovány a převezeny do zahraničí.

### Sestřelený B-24J 42-73138-U
B-24J Liberator s označením 42-73138-U měl přezdívku „Miss Fortune“ a velel mu 1. pilot lajtnant George M. Goddard. Letoun byl v době náletu ostřelován protivzdušnou obranou a následně jej napadli stíhači. Palba flaku a pravděpodobně zásah raketou WGr.21 vypálenou z útočícího Bf 110 letoun značně poškodily. Letadlo pokračovalo k jihu přes Střížovice. Po zásahu na pravé straně začaly liberátoru hořet motory č. 3 a 4, následoval druhý zásah do pilotního prostoru. Nad Bukovou horou se kus pravého křídla s vnějším motorem se zcela utrhl, letoun se dostal do pádu, při kterém došlo k dalšímu výbuchu, nejspíše palivové nádrže. Tento výbuch vyhodil z trupu letadla střelce seržanta Raymonda Nouryho, který krátce upadl do bezvědomí. Když přišel k vědomí, byl s otevřeným padákem ve výšce zhruba 1500 metrů. Letadlo padalo téměř kolmo k zemi, otáčelo se okolo vlastní osy a dopadlo poblíž hájovny u osady Dubeč nedaleko Nepomuku. Při nárazu letadlo vybuchlo, vytvořilo kráter a shořelo, přičemž deset zbylých členů posádky na místě zemřelo. Seržant Noury byl po přistání odveden na četnickou stanici v Chocenicích, kde jej zajalo Gestapo a zbytek války strávil v zajateckém táboře.

### Sestřelený B-24D 42-40662
I liberátor s označením 42-40662 a přezdívkou „Black Magic“ kapitána Lt. Malase patřil k 98. bombardovací skupině. Při vzdušném souboji byl fatálně poškozen střelbou z kanonu MG 151, nicméně jeho stav umožňoval posádce letadlo evakuovat na padácích. Všem letcům se podařilo bezpečně přistát do sněhu v okolí Lhenic na Prachaticku, nedaleko kterých se zřítil i prázdný liberátor. Po dopadu vybuchly palivové nádrže a následný požár letadlo až na části křídel zcela zničil. Místo dopadu bylo uzavřeno vojáky Wehrmachtu, později byly trosky z louky odvezeny pryč. Americkým letcům se místní obyvatelé snažili pomoci, ale všichni letci byli zajati a do konce války byli v táborech Stalag Luft. Lidé, kteří letcům pomáhali, byli potrestáni vězením. Dva z letců, seržant Merl Q. Vanderhoof a poručík H. L. Williams po desetiletích Lhenice navštívili.

## Následky a škody náletu
Během náletu nebyl nikdo zraněn a způsobené škody se jevily jako vcelku zanedbatelné.
Šest leteckých pum přímo zasáhlo plochu zkušební střelnice Škodových závodů v Bolevci. Současně došlo k poškození elektrického rozvodu blízké železniční tratě na Žatec, ale závada byla odstraněna již ve 14.18, a přerušení telefonního vedení mezi Škodovými závody a střelnicí. Dvě nevybuchlé tříštivé bomby musely být řízeně zneškodněny německým pyrotechnikem wehrmachtu před 22.00 hodinou téhož dne. Škodovy závody účtovaly za škody vzniklé tímto náletem 6010 korun.
Velikost kráterů vzniklých po výbuších pum se shodovala s velikostmi kráterů po posledním náletu 14. května 1943.

## Připomínka padlých

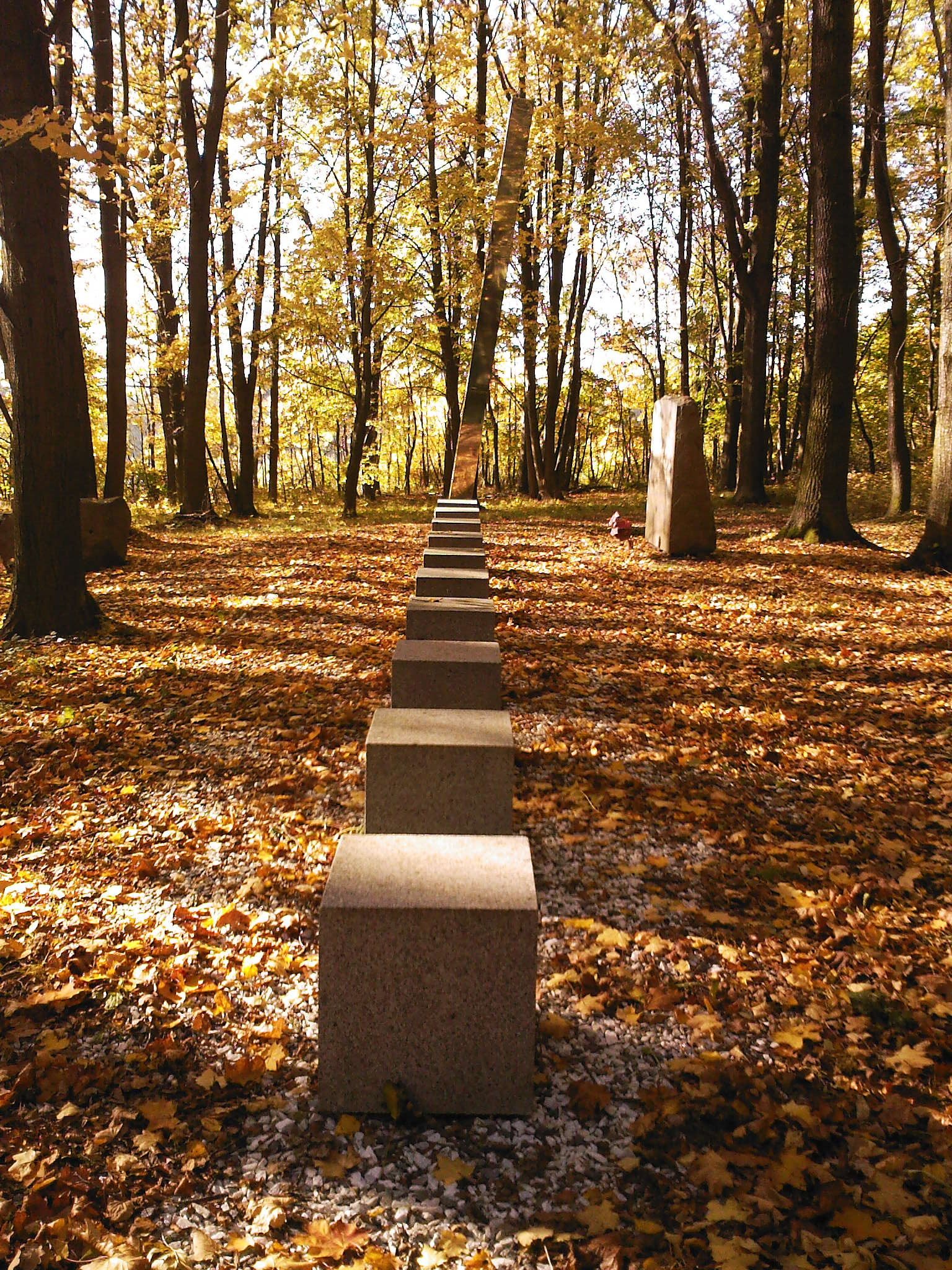
Nakloněný obelisk u Dubče

Posádku sestřeleného letadla B-24J 42-73138-U připomíná od roku 1990 kříž postavený vedle kráteru vzniklého dopadem letadla nedaleko dubečské hájovny. Od roku 1997 doprovází kříž mohutná kamenná pamětní deska se jmény posádky letadla. Naposledy doplnil místo v roce 2009 pomník Nakloněný obelisk od Václava Fialy, který tvoří vysoký a štíhlý kvádr z leštěného nerezového plechu naznačující trajektorii zříceného letadla a deset kvádrů z bílé žuly v řadě pro deset mrtvých členů posádky. Slavnostního odhalení 3. května 2009 se zúčastnil i jediný přeživší seržant Raymond A. Noury. Od února 2014 je v Městském muzeu a galerii Nepomuk trvalá expozice B-24J Liberator, která představuje dochované části letadla a osobní věci letců vykopané na místě dopadu nadšenci.
Zahynulé letce z posádky liberátoru B-24H 42-64483 zříceného u Bukovce připomíná od května 2007 pamětní deska umístěná na budově obecního úřadu v Bukovci.